# Kuraszków (Neder-Silezië)
Kuraszków (Duits: Alt Karoschke, 1937-45: Lindenwaldau) is een dorp in de Poolse woiwodschap Neder-Silezië. De plaats maakt deel uit van de gemeente Oborniki Śląskie.